# Sabaa Biyar
Al-Sabe' Biyar, cũng đánh vần Saba'a Biar, hoặc Sabaa Biyar (tiếng Ả Rập: السبع بيار) là một thị trấn ở miền trung Syria, một phần hành chính của Tỉnh bang Dimashq, nằm ở phía đông bắc Damascus. Nó nằm ở sa mạc Syria, thuộc khu vực Syria của vùng Badia, dọc theo đường cao tốc nối Dumayr ở phía tây tới biên giới al-Waleed với Iraq, không có địa phương nào khác ở gần đó. Đây là trung tâm hành chính và là địa phương duy nhất trong al-Sabe 'Biyar nahiyah ("cấp dưới"). Theo Cục Thống kê Trung ương Syria (CBS), al-Sabe 'Biyar có dân số 395 người trong cuộc điều tra dân số năm 2004.
Đầu tháng 5 năm 2017, thị trấn được báo cáo đã bị lực lượng chính phủ Syria chiếm lại, ngay sau khi phiến quân ISIL rút khỏi khu vực.